# Roman Raskazov
Roman Raskazov (Rusia, 28 de abril de 1979) es un atleta ruso, especialista en la prueba de 20 km marcha, en la que ha logrado ser medallista de bronce mundial en 2003.

## Carrera deportiva
En el Mundial de París 2003 ganó la medalla de bronce en los 20 km marcha, con un tiempo de 1:18:07 segundos, quedando tras el ecuatoriano Jefferson Pérez y el español Paquillo Fernández (plata).